# Charles-Marie Widor
Charles-Marie Jean Albert Widor (ur. 21 lutego 1844 w Lyonie, zm. 12 marca 1937 w Paryżu) – francuski organista, kompozytor i nauczyciel akademicki.

## Życiorys
Studiował u François-Josepha Fétisa i Jacquesa-Nicolasa Lemmensa w Brukseli. Był organistą w kościele Saint-François w Lyonie (od 1860). W latach 1869–1933 był organistą kościoła św. Sulpicjusza w Paryżu (mimo tak długiego stażu nigdy nie został oficjalnie mianowany organistą tytularnym). W swej twórczości, podobnie jak Alexandre Guilmant, Louis Vierne i Henri Mulet, kontynuował zapoczątkowany przez Césara Francka symfonizm organowy. Od 1890 do 1911 był profesorem gry organowej i kompozycji w konserwatorium w Paryżu. Do jego uczniów należeli m.in. Louis Vierne, Albert Schweitzer i Marcel Dupré. Odznaczony Orderem Legii Honorowej w stopniu Wielkiego Oficera (1933).
Wśród kompozycji Charles’a-Marie Widora wyróżniają się kompozycje organowe, w tym 10 symfonii, m.in. Symfonia gotycka op. 70 (1895) i Symfonia romańska op. 73 (1900).